# Rafael Almanza Alonso
Pour les articles homonymes, voir Alonso.
Rafael Gabriel Almanza Alonso (Camagüey, 1957) est un intellectuel cubain, poète, chercheur de l'œuvre de José Martí, narrateur, critique littéraire et d'art, scénariste d'opéra, animateur culturel, curateur, journaliste pigiste, éditeur, vidéaste et formateur d'écrivains, artistes et journalistes.

## Biographie
Rafael Gabriel Almanza Alonso est né le 24 mars 1957, à la ville de Camagüey, Cuba, où il a toujours habité. Il est le fils d’un boulanger et d’une professeure d’école primaire. En 1975, à l’âge de 18 ans, il désiste d’étudier les lettres et il essaye les études en architecture. Finalement, il finit par accepter faire des études en Économie de la Construction dans l’ex-Union Soviétique. À fin de se préparer  pour ce voyage, il se rend à La Havane où il restera pendant une année pour apprendre le russe. Malheureusement, par des raisons idéologiques, on lui refuse d’aller à l’Union Soviétique. Il retourne donc à sa ville natale à fin d’étudier l’économie à l’Université de Camagüey. Pendant ses études, il étudie le marxisme en profondeur. Cependant, en 1980, il est expulsé de l’université toute une année à cause de ses opinions idéologiques. En 1981, il fait connaissance du poète Carlos Sotuyo, dont l’amitié sera fondamentale dans sa vie et qui collaborera avec Almanza dans des projets importants tels que les Editions Homagno. Après avoir fini ses études à l’université avec des notes excellentes, il commence à travailler comme chercheur en management pour l’industrie sucrière cubaine. En 1984, il fait connaissance de Cintio Vitier et de sa conjointe Fina García Marruz pendant l’inauguration de la maison-musée José Lezama Lima. À la fin des années 80, il tisse des liens avec  certains jeunes écrivains de la province de ces années : Daniel Morales, Jesús Lozada, Jesús D. Curbelo, et aussi avec des poètes d’autres générations comme Roberto Manzano (es) Roberto Manzano. Avec le narrateur Morales, le poète Curbelo, et l’ingénieur Alejandro Montesinos, ils essaient tous les quatre de créer la revue littéraire Antenas (Deuxième Époque) dont seulement un seul premier numéro est publié pour disparaître immédiatement à cause de la censure. Il fait alors partie d’un groupe de professionnels contestataires avec Carlos Sotuyo, et, en conséquence, il vit la persécution politique en 1991, 1993 y 1996.  En 1988, à l’âge de 31 ans, il est touché par une expérience religieuse  et son athéisme s’effondre. Huit ans plus tard, en 1996, il commence à assister à l’église catholique, où il avait été baptisé de petit. En 2003, il commence, dès Cuba et avec les amis Antonio Domínguez et Carlos Sotuyo à  Miami, les  Editions Homagno, projet d’éditions d’auteur sans but lucratif organisé par amis et écrivains qui se sont mis ensemble afin de publier les livres de Rafael Almanza et d’autres auteurs. C’est ainsi qui commence son travail comme éditeur. Actuellement, il continue à Camagüey, d’où il travaille comme Coordonnateur général des Éditions Homagno à Miami.

## Poète
Rafael Almanza fera ses premiers pas comme écrivain entre les once et les treize ans. D’abord, il écrira des romans et des nouvelles de science-fiction. Plus tard, à l’âge de 14 ans, il débutera en poésie. À la fin des études préuniversitaires, il commencera à écrire son premier recueil de poèmes Libro de Jóveno(2003) qui fera déjà partie de L’Amour Universel. Depuis cette époque, toute son œuvre de fiction portera ce titre. Malgré le fait que, depuis 1990, Libro de Jóveno comptait avec l’aval de l’intellectuel Cintio Vitier pour que le recueil soit publié par les maisons éditrices officielles cubaines, il ne sera récupéré et publié qu’en 2003, vingt ans plus tard, par Ediciones Homagno.  En 1990, il finira aussi son deuxième recueil de poèmes, El gran camino de la vida, publié aussi par Ediciones Homagno en 2005. Ainsi, publiée avec du retard et à l’étranger, sa poésie de jeunesse sera complètement ignorée par les écrivains cubains de sa génération et la critique national et internationale. Entre 1991 et 1994, Almanza écrira les sept premiers longs hymnes: Del Contacto, De la Almendra, Al Sol del Centro, De la Distancia, Desde el Sueño, Iconos y Virtual. Entre 1999 et 2001, il reprendra l’écriture des hymnes en écrivant Vórtice, Áncora, Memorial. Entre 2002 et 2004, il sera le tour de l’hymne composé de 102 sonnets Del Amor Divino. L’hymne Adjetivos s’écrira entre 2001 et 2006. En 2017, il conclura un autre hymne de 30 sonnets, Del Amor Profano, et en 2019, deux autres, De las Consignas et Vínculos. Finalement, les quatorze premiers hymnes seront publiés dans HymNos, (2014) par Ediciones Homagno.

### L'Amour Universel
Presque toute l’œuvre d’Almanza est comprise dans le projet de création à vie L’Amour Universel. Jusqu’à présent, ce projet est composé de dix sections et il pourrait augmenter. La première section, dont le titre est Testigo de la luz, est composée des deux premiers recueils de poèmes, Libro de Jóveno, avec des poèmes datés entre 1975 et 1984, et El gran camino de la vida, dont les poèmes ont été écrits entre 1985 et 1990. La deuxième section, Nada existe, comprend toutes ses narrations, El octavo día (Santiago de Cuba, 1998), recueil de nouvelles, Nada existe, roman court encore inédit, ainsi que Fívulas u peróvulas, des nouvelles inédites aussi. La troisième section est consacrée à sa poésie mature, particulièrement aux HymNos. La quatrième section sera consacrée à la critique avec le seul essai Elíseo DiEgo: el juEgo de DiEs? La cinquième section, dont le sujet sera l’identité et le patriotisme à Cuba, est constituée par deux œuvres, Los hechos del Apóstol, un essai qui interprète les derniers jours de José Martí à partir de ses journaux, et Vida del Padre Olallo, une biographie d’un infirmier catholique en voie de canonisation de l’ordre hospitalier de Saint-Jean-de-Dieu au XIXe siècle à Camagüey, ville natale d’Almanza. La sixième section sera consacrée au recueil de poèmes El Cancionero Trascendental y otros poemas (inédit). Il y aurait aussi quatre autres sections : Tiempo de Palabra, dont le contenu serait le journalisme, les journaux et une autobiographie, Cercanía et Certeza, des sortes de romans hymniques ou poèmes épiques, des autos sacramentales contemporains en mode vidéo ou en tant que film, et finalement, Hermano Mensajero qui inclurait la correspondance.

### HymNos: poésielibreentre tradition et avant-garde
« Pour situer l’œuvre d’Almanza dans l’esthétique postmoderne, il est inévitable de citer les mots de celui-ci sur Divertimentos de Eliseo Diego :

« […] il met en pratique une réalité sans réalisme, où toute chose du réel, tout objet est en soi-même et signifie en même temps : il est en Dieu et il signifie en Dieu, il signifie en Dieu parce qu’il est en soi-même et il est en soi-même parce qu’il signifie en Dieu; une réalité sans réalisme où les opposants coïncident et l’au-delà de la parole poétique continue toujours là, dans l’autre réel, et il est encore plus au-delà. »

[…] Nous pouvons donc affirmer que notre poète serait une sorte d’hérétique postmoderne qui chante à l’Amour de la divinité dans notre Île […] Les HymNos, dont l’inspiration est chrétienne, procurent alors témoigner tout simplement l’existence du discours divin […] son texte Iconos, consacré au Père dans la Trinité chrétienne, crée une espèce d’objet pour la louange sacrée, en images visuelles formées par la distribution spatiale des vers qui produisent un effet émotionnel chez le lecteur, soit par son contenu spirituel, soit par son exécution artistique. »

Grâce à la publication de HymNos, la poésie d’Almanza se situera à la hauteur des dernières tendances de la poésie contemporaine, bien que, paradoxalement, elle reste ancrée dans la plus pure tradition.

Le traitement que la visualité reçoit dans HymNos créera un lien avec des antécédents canoniques visuels de la poésie comme Un coup de dés jamais n’abolira le hasard de Stéphane Mallarmé, les calligrammes de Guillaume Apollinaire, la poésie du Mexicain José Juan Tablada, du Chilien Vicente Huidobro, de l’Argentin Oliverio Girondo, du Mexicain Octavio Paz et du Cubain Samuel Feijóo (es). Cependant, la poésie visuelle d’Almanza s’éloignera de la poésie visuelle contemporaine parce qu’elle n’annule pas les conquêtes du discours textuel, même si ses textes produisent des poèmes-objet. Ceci n’exclura pas non plus des propositions visuelles plus radicales. Ainsi, dans HymNos, on trouvera un hymne non verbal, un hymne photographique. Donc, la poésie visuelle d’Almanza pourra être lue comme discours textuel et regardée comme objet visuel en même temps. Aussi, ce côté avant-gardiste de la poésie d’Almanza n’empêchera pas non plus la possibilité de lire plus de 3000 hendécasyllabes dans HymNos. En résumé, les hymnes les plus avant-gardistes sont Desde el Sueño, Vórtice, Semejante, Unánime y Áncora, tandis que les hymnes les plus traditionnels sont De la Almendra, Iconos –même si ceux-ci ont aussi une version poème-objet–, Virtual, Del Amor Divino y Anual. En conclusion, il sera toujours difficile de classifier la poésie d’Almanza qui restera libre entre tradition et avant-garde.

La poésie visuelle d'Almanza a été exposée par le curateur Lester Álvarez dans l'exposition Teatro Universal, au Centro de Desarrollo de las Artes Visuales, à La Havane, en 2014.

HymNos: poèmes-objet
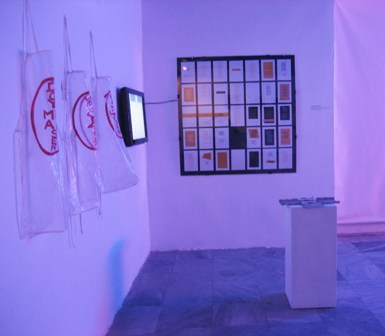
Iconos – Iconostase. Vórtice
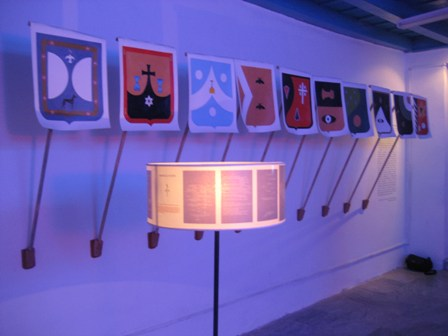
Desde el Sueño – Lampe. Blasons
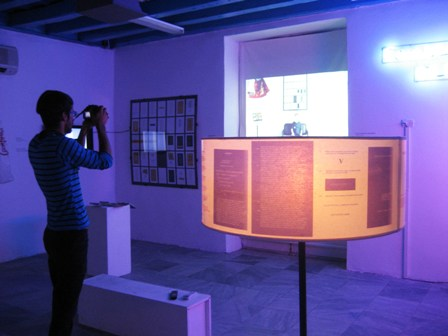
Desde el Sueño – Lampe. Iconos –  Iconostase
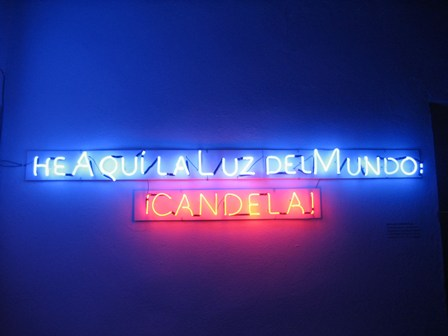
De las Consignas –  Néon 1
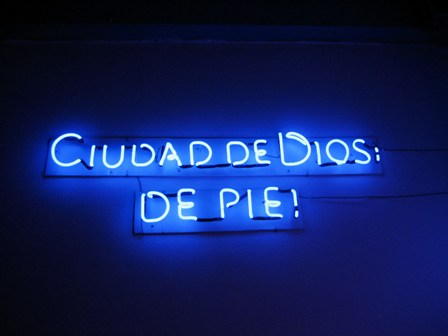
De las Consignas –  Néon 2

## Essayiste et chercheur sur José Martí
En 1983, Almanza culminera En torno al pensamiento económico de José Martí, livre qui sera publié sept ans plus tard par la maison d’édition gouvernementale Editorial Ciencias Sociales, en 1990. Dans cet essai, il identifie et encadre les différentes étapes de la pensée économique de Martí. Once ans plus tard, en 2001, un deuxième volume sur Martí apparaitra, Hombre y tecnología en José Martí, cette fois-ci publié par la maison d’édition Editorial Oriente à Santiago de Cuba. En 1994, il écrira l’essai Los hechos del Apóstol qui sera publié en 2005 par la maison d’édition non gouvernementale Ediciones Vitral, à Pinar del Río. Dans cette œuvre, il recherche sur les idéaux de Martí à partir de son action politique à l’aide de textes fondamentaux comme Abdala, El presidio político en Cuba, et principalement les journaux De Montecristi a Cabo Haitiano et De Cabo Haitiano a Dos Ríos. Aussi, en 1993, lors de la commémoration du quarantième anniversaire de la création du groupe littéraire Orígenes, et à la demande de l’intellectuel cubain Cintio Vitier, il présentera une conférence sur le poète cubain Eliseo Diego qui deviendra plus tard l’essai Elíseo diEgo: el juEgo de diEs?, publié en 2008 par la maison d’édition Letras Cubanas.

## Œuvres
- En torno al pensamiento económico de José Martí (essai) 1990
- El octavo día (nouvelles)  1998
- Hombre y tecnología en José Martí (essai) 2001
- Libro de Jóveno (poésie) 2003
- El Gran Camino de la Vida (poésie)  2005
- Los hechos del apóstol (essai)  2005
- Vida del Padre Olallo  (biographie) 2005
- Elíseo DiEgo: el juEgo de diEs? (essai) 2008
- HymNos (poésie) 2014